# Esteban del Palatinado-Simmern-Zweibrücken
Esteban del Palatinado-Simmern-Zweibrücken (en alemán: Stefan Pfalzgraf von Simmern-Zweibrücken ) (23 de junio de 1385 - Simmern, 14 de febrero de 1459) fue el conde Palatino de Simmern y Zweibrücken desde 1410 hasta su muerte en 1459.

## Vida
Era hijo del rey Roberto de Alemania y de su esposa Isabel de Núremberg. Después de la muerte de Roberto, el Electorado del Palatinado se dividió entre cuatro de sus hijos sobrevivientes. Luis III se convirtió en el principal heredero recibiendo la dignidad electoral, Juan recibió el Palatinado-Neumarkt, Esteban recibió el Palatinado-Simmern y Otón recibió el Palatinado-Mosbach.

### Matrimonio e hijos
En 1410, Stephen se casó con Ana de Veldenz, quien murió en 1439. Después de la muerte del padre de Ana en 1444, Esteban también ganó el control de Veldenz y de la parte Veldenz de Sponheim. En el mismo año, también dividió el país entre sus hijos Federico I, que se convirtió en Conde Palatino de Simmern, y Luis I, que se convirtió en Conde Palatino de Zweibrücken. En 1448 sucedió a una parte de Palatinado-Neumarkt y vendió la otra a su hermano menor Otón.
Esteban y Ana de Veldenz, tuvieron la siguiente descendencia:
- Ana (1413 - 12 de marzo de 1455).
- Margarita (1416 - 23 de noviembre de 1426).
- Else (1420-1480), casado con Michael von Corvey.
- Federico I (24 de abril de 1417 - 29 de noviembre de 1480).
- Ruperto (1420-17 de octubre de 1478).
- Esteban (1421 - 4 de septiembre de 1485).
- Luis I (1424-19 de julio de 1489).
- Juan (1429–1475), arzobispo de Magdeburgo.

Fue enterrado en la Schlosskirche (en alemán: iglesia del palacio), anteriormente la iglesia de los Caballeros Hospitalarios en Meisenheim.